# Dipseudopsis curvata
Dipseudopsis curvata là một loài Trichoptera trong họ Dipseudopsidae. Chúng phân bố ở vùng nhiệt đới châu Phi.